# Michael Sommer
Michael Sommer est un pilote allemand de vol à voile, champion national, d'Europe et du monde.

## Palmarès

### Championnats du monde
- Médaille d'or en 2006, en classe Open, à Eskilstuna, (Suède)
- Médaille d'or en 2008, en classe Open, à Lüsse, (Allemagne)
- Médaille d'or en 2010, en classe Open, à Szeged, (Hongrie)
- Médaille d'argent en 2012, en classe Open, à Uvalde, (États-Unis)

### Championnats d'Europe
- Médaille d'or en 2013, en classe Open